# 써드아이
7YE(세븐아이)는 143엔터테인먼트 소속 7인조 걸그룹으로 2019년 5월 [3YE 1st Digital Single ‘DMT’]으로 데뷔하였다. GH엔터테인먼트에서는 애플비를 해체시킨 후 애플비의 멤버 중 일부만으로 구성하여 써드아이로 재데뷔했다. 기존 걸그룹의 전형적인 틀에서 벗어난 3YE(써드아이)는 아이돌씬에 대한 색다른 시선과 해석으로 확실한 차별성을 두며 그들만의 색을 그려냈다. 
2019년 9월에 발표한 [3YE 2nd Digital Single ‘OOMM’]으로 전세계 K-POP 팬들의 많은 사랑을 받으며 글로벌 아이돌 입지를 다지기 시작했고 2020년 2월, [3YE 3rd Digital Single ‘QUEEN’]으로 컴백하여 한층 더 진해진 써드아이 만의 컬러와 동양적인 美로 전세계 팬들을 매료시켰다.

## 구성원
| 이름 | 소개 |
| ---- | --- |
| 유지 | - 본명 : 손유지 - 생년월일 : 1998년 11월 25일(26세) - 출생지 : - 학력 : 서울공연예술고등학교 실용무용과 (졸업) - 포지션 : 리더, 메인댄서, 보컬 - 활동기간 : 2019년 5월 21일~ |
| 유림 | - 본명 : 박유림 - 생년월일 : 1998년 4월 13일(27세) - 출생지 : - 학력 : - 포지션 : 서브보컬 - 활동기간 : 2019년 5월 21일~                                                     |
| 하은 | - 본명 : 윤하은 - 생년월일 : 1999년 3월 12일(26세) - 출생지 : - 학력 : 인덕대학교 방송연예학과 (재학) - 포지션 : 메인보컬, 메인래퍼, 댄서 - 활동기간 : 2019년 5월 21일~      |

애플비에서 샌디와 현민만 누락되었다.

## 출연

### 드라마
- 2021년 KBS2 금요드라마 《이미테이션》 '아이돌이 떴다'에 출연한 가수 역 (특별출연)